# Brookland (Arkansas)
Pour l’article homonyme, voir Brookland.
Brookland est une municipalité du comté de Craighead, dans l'État de l'Arkansas aux États-Unis.

## Démographie
| 1920 | 1930 | 1940 | 1950 | 1960 | 1970 |
| ---- | ---- | ---- | ---- | ---- | ---- |
| 326  | 270  | 276  | 334  | 301  | 465  |

| 1980 | 1990 | 2000  | 2010  | - | - |
| ---- | ---- | ----- | ----- | - | - |
| 840  | 919  | 1 332 | 1 642 | - | - |